# Multidentia crassa
Multidentia crassa är en måreväxtart som först beskrevs av William Philip Hiern, och fick sitt nu gällande namn av Diane Mary Bridson och Bernard Verdcourt. Multidentia crassa ingår i släktet Multidentia och familjen måreväxter.

## Underarter
Arten delas in i följande underarter:
- M. c. ampla
- M. c. crassa